# Iridopteridales
Iridopteridales Stein 1982 es un orden de Pteridophyta con, al menos, 9 géneros, conocido a partir de los restos fósiles aparecidos en sedimentos desde el Devónico medio al Misisípico. Aunque incluido dentro de la clase Cladoxylopsida existen dudas acerca de su posición taxonómica correcta.

## Características
El registro paleontológico de los representantes del orden Iridopteridales es escaso y fraccionario, conociéndose principalmente a partir de secciones más o menos completas de troncos o ramificaciones. Aun con esto la histología del sistema vascular del orden es bastante conocida. Consta de un cilindro vascular formado por una estela protostélica formada por profundos haces trasversales simples, bifurcados o trifurcados de xilema primario con maduración mesarca rodeados por una banda periférica de protoxilema. Las trazas vasculares pertenecientes a las ramificaciones laterales se corresponden con dos tipos. Las trazas de mayor tamaño están presentes en Arachnoxylon, Iridopteris y Asteropteris y presentan una sección elíptica que forma cuatro haces longitudinales. Las trazas menores, al menos siete veces más pequeñas que la anteriores, han sido observadas en Arachnoxylon, Iridopteris e Ibyka. Tienen sección circular con protoxilema central y haces de xilema primario que bifurcan al menos una vez. Las traqueidas del protoxilema poseen engrosamientos anulares a helicoidales mientras que la de metaxilema presentan engrosamientos escaleriformes y aperturas elípticas. El floema primario y el córtex presenta en muchos de los casos inclusiones oscuras. Las células del córtex son grandes y elongadas, con paredes celulares estrechas que decrecen el tamaño del centro a la periferia. El patrón de inserción de las ramificaciones laterales es iterativo y generalmente están dispuestas en verticilos salvo en Ibyka que lo hacen helicoidalmente. Estas ramificaciones laterales tienen división dicótoma al menos en su última porción y pueden aparecer junto a otros apéndices laterales, ambos con una única traza vascular.
La anatomía externa de los representantes de este orden es poco conocida debido al mal estado de conservación de los fósiles a partir de los cuales ha sido descrito. El género Ibyka, quizás el mejor conocido, presenta un eje central erecto con ramificaciones laterales que bifurcan al menos cinco veces en tres dimensiones. Ambos, eje central y ramificaciones son densamente pilosas. En el extremo de los apéndices fértiles, indistinguibles de los estériles, aparecen unos esporangios ovoides o piriformes. Una anatomía similar presenta Compsocradus con un eje principal erecto y glabro y tres ramificaciones de segundo orden en inserción verticilada opuesta en ángulo agudo. Las ramificaciones de segundo orden presentan apéndices que dicotomizan isótoma o anisótomamente hasta seis veces. En posición terminal de esos apéndices aparecen pares de esporangios en cortos ejes erectos o pares de ejes curvos en las ramificaciones estériles.

## Taxonomía
Con base en la morfología de su estela, esto es, a la presencia de nervaduras longitudinales formadas por xilema primario y una capa perimetral de floema y a la presencia de ramificaciones secundarias en el eje principal se ha incluido tradicionalmente a Iridopteridales dentro de la clase Cladoxylopsida junto a Pseudosporochnales y varios géneros de posición taxonómica incierta. Algunas investigaciones recientes, sin embargo, excluyen a este grupo de Cladoxylopsida atendiendo a su arquitectura, a la presencia de dos tipos de ramificaciones laterales y a la presencia un haz vascular común para ambas ramificaciones. De este modo Iridopteridales quedaría en posición incierta dentro del clado Lycophyta aunque estrechamente relacionado con Cladoxylopsida por compartir el tipo de estela. El consenso acerca de esta reubicación taxonómica no es unánime debido a la falta de solidez de las pruebas aportadas por el registro paleontológico por lo que la mayoría de los investigadores siguen manteniendo a Iridopteridales dentro de la clase Cladoxylopsida.